# Kosack (vete)
Kosack är en klassisk höstvete-sort med god vinterhärdighet och utmärkta bakegenskaper. Kosack är ett populärt brödvete för svensk bagerinäring och passar i alla svenska höstveteodlande områden. Kosack är framtaget av Svalöf Weibull och används fortfarande som mätare (jämförelse) för nya höstvetesorter.